# Ханстхольм
Ханстхольм (дат. Hanstholm) — датский рыбацкий город, бывший остров, с населением 2050 человек (2025) в составе коммуны Тистед. Самый северо-западный населённый пункт Дании с морским портом.

## География
Ханстхольм расположен на северо-западе Северной Ютландии, в западной части острова Венсюссель-Ти в районе Тю, приход Ханстед, на берегу пролива Скагеррак, примерно в 16 км к северо-западу от Ольборга.
На севере находится бухта Вигсё, являющаяся частью пролива Скагеррака. На западе — Северное море, на востоке — Лим-фьорд.
В юго-западной части города начинается национальный парк Тю.

## Этимология
Название города происходит от рыбацкой деревни Ханстед, расположенной на западной оконечности известнякового утёса на северо-западе Ютландии. Окончание «-хольм» связано с тем, что ранее эта местность была островом и называлась Ханстедхольм. Жителей Ханстедхольма называют «holmboer» (с дат. — «островитяне»).
На бывшем острове Ханстхольм (сокращённая форма первоначального названия Ханстед-Хольм) расположено множество населённых пунктов, включая Ханстед, Нёрбю, Гордал, Рер, Хамборг, Бьерре, Фебберстед, Крог, Нюторп и Вигсё. В начале второго тысячелетия в Вигсё, Рере и Ханстеде были построены церкви, образовавшие три прихода. «Ханстхольм» со временем стал общим названием коммуны Рер-Ханстед-Вигсё, названной по трём главным поселениям на острове. В течение короткого времени коммуна называлась «Хольмен» (с дат. — «остров»), и включала районы Соруп, Савбьерг и Боруп к югу от известнякового утёса.
Помимо Ханстхольма и Ханстеда, с этим связан ещё один топоним — Ханхерред:
- Hansted означает «место Хана». Этот суффикс часто используется в названиях городов в Дании;
- Hanstholm означает «остров Ханстеда»;
- Hanherred означает «херред Хана», где herred (сотня) — это старинная административная единица.

## Геология
Северная часть Дании поднимается из-за тектонических процессов, и это поднятие вывело остров Ханстхольм из-под воды, так что теперь он больше не является островом, а представляет собой возвышенную территорию. До сих пор можно увидеть два старых причала: Bådsgård (с дат. — «лодочная станция»), которая находится на бывшем острове Ханстхольм и Færgegård (с дат. — «паромная переправа»), которая расположена в Сорупе. Сегодня между Сорупом и Ханстедом можно просто проехать на машине.
Ханстхольмский узел — это геологический северный останец вершины крупного соляного купола, частично разрушенной ледниковой эрозией. Его длина составляет около 7 км, а ширина — 3 км.
С геологической точки зрения район Ханстхольма представляет особый интерес. Подземные породы ближайших окрестностей состоят из мелкозернистого мела мелового периода, который постепенно переходит в однородные известняковые отложения датского яруса (нижний палеоген; прежнее название — третичный период). Продолжавшееся в начале датского яруса осаждение мелкозернистого известняка связано с расположением района Тю вдоль тогдашней морской береговой линии. По этой же причине в разрезах в районе Ханстхольма (примерно до Хьярдемоля) сохранились, возможно, наиболее полные из известных переходы от мела к третичному периоду в виде отложений.
Мел-палеогеновая граница обнажается в нескольких местах вдоль северного пояса известняковых холмов, тянущихся от Ханстхольма через Хьярдемоль до Клёва, в частности в Бьерре, Кёльбю-Горе и Нью-Клёве. Во всех этих местах эта граница характеризуется тонким слоем мергеля, который выделяется на фоне окружающих известняковых пород своей более тёмной окраской.

## История
Ряд раскопок показал, что район Ханстхольма был заселён фермерами ещё в 1000 году до нашей эры.
В 120 году до н. э. эту территорию населяли тевтоны, но они вместе с кимврами массово мигрировали на юг, где столкнулись с римлянами.
В период с 800 по 1050 год Ханстхольм и прилегающая к нему территория были островами, а поблизости находился сборный пункт викингов для их вторжений в Англию и Францию.
Согласно легенде, первая христианская церковь в районе Тю была построена в 1040 году в Вестервиге, где христианские священники, прибывшие из Англии, вошли в Данию. Позже здесь был построен большой монастырь, и это стало началом конца эпохи викингов.
Церкви в Рере, Ханстеде и Вигсё были построены в XII веке в романском стиле, а на одном из камней церкви в Ханстеде изображено торговое судно. Это торговое судно было использовано в качестве образца для герба бывшей коммуны Ханстхольм.
Первое упоминание об этом месте относится к 1470-80 годам в форме Hanzstedholm, что означает «островок, на котором находится Ханстед».
Примерно с 1600 по 1850 год жители района Ханстхольм вели активную торговлю с Норвегией, которая в то время была частью Дании, используя специальные суда, пересекавшие пролив Скагеррак. Они экспортировали продукты питания, в основном зерно, и импортировали лесоматериалы. Во всей этой местности не было деревьев, поэтому древесина пользовалась большим спросом. Основными портами для этой торговли были Вигсё и Клитмёллер, последний из-за наличия водяных мельниц для производства муки.
Для этой торговли были разработаны специальные суда, названные «sandskuder», что означает «песчаные лодки». Они могли причаливать прямо к берегу и были предназначены для перевозки зерна, муки и брёвен. Население занималось сельским хозяйством и рыболовством.
В XIV веке с западного побережья в восточном направлении началось массовое перемещение песка. В 1555 году песчаные заносы повредили большую часть прихода Вигсё, и местный пастор предложил покинуть как приход, так и церковь. Однако люди остались в этом районе, и приход продолжал функционировать. Другие приходы также сильно пострадали, а к 1690 году на полях пастора образовались дюны высотой более 12 метров. Многочисленные попытки остановить дюны наконец увенчались успехом в XIX веке благодаря посадке деревьев и колосняка. Однако многие низменные прибрежные районы между бывшими островами уже были покрыты дюнами. К югу от Ханстхольма уникальный дюнный ландшафт площадью около 4000 гектаров стал заповедником дикой природы под названием Ханстед Резерват.
В 1842 году был построен маяк, Hanstholm Fyr, но его конструкция оказалась слишком слабой, поэтому в 1843 году его пришлось снести и построить заново вместе с домом смотрителя и спасательной станцией. Это был первый маяк в Дании, оснащенный линзой. Когда в 1889 году он был электрифицирован, он стал самым мощным маяком в Дании и остается им до сих пор, несмотря на то, что интенсивность света была снижена. В определённый период он был также самым мощным маяком в мире. В 1970 году маяк был автоматизирован, а в 1979 году здания, связанные с маяком, были преобразованы в музей, посвященный природе и истории окрестностей. С вершины маяка, расположенной на высоте 65 метров над океаном, можно увидеть всю окружающую местность.
Во время Второй мировой войны и немецкой оккупации здесь начиная с 1940 года была построена одна из ключевых частей Атлантического вала, крупнейшая в Европе крепость, о чём и сегодня свидетельствуют многочисленные сохранившиеся остатки. В Ханстеде был создан мощный укрепрайон (Verteidigungsbereich Hansted). Крепостной комплекс Ханстхольм и его «сестринское» сооружение в норвежском Кристиансанне — батарея «Вара» (Møvik Fort) — должны были воспрепятствовать движению союзных кораблей в проливе Скагеррак и перекрыть доступ в Балтийское море. Промежуток между зонами обстрела прикрывался морскими минами. Немецкие оккупанты построили в дюнном ландшафте вокруг Ханстхольма на площади в 9 квадратных километров в общей сложности 455 бункеров, часть которых сохранилась до наших дней. Жителей эвакуировали, и вернуться они смогли лишь спустя несколько лет после окончания войны. Здесь находилось тяжёлые береговые орудия калибра 380 мм, аналогичные тем, что планировалось установить на позиции «Тирпиц» у Блованна (проект не был завершён). После войны было высажено много хвойных деревьев, чтобы защитить территорию от ветра и скрыть немецкие бетонные сооружения. В настоящее время хвойные деревья постепенно заменяются лиственными, которые более естественны для этой местности.
С 1949 года южнее города был создан природный заповедник, который ныне является крупнейшей природоохранной зоной Дании и частью первого в стране национального парка — Национального парка Тю.
В конце XX века в Ханстеде был построен крупнейший в Дании порт, и потребовался портовый город в десять раз больше прежнего. Был спланирован новый город, охватывающий населённые пункты Ханстед, Гордал и Нёрбю, и официально этот новый город получил название Ханстхольм. Это привело к некоторой путанице, так как жители посёлков Рер и Вигсё живут на Ханстхольме (бывшем острове), в почтовом районе Ханстхольма, в коммуне Ханстхольма, но они не живут в городе Ханстхольм. Тем не менее, поскольку все части этого нового портового города относятся к приходу Ханстед, и потому что Ханстед на протяжении многих веков был портовым городом, многие люди называют этот город просто Ханстед, а не Ханстхольм.
В 1970 году в результате муниципальной реформы к коммуне присоединили Клитмёллер, Хьярдемёль и Фрёструп, и коммуна получила официальное название Ханстхольмская коммуна. Тогда же и сам посёлок Ханстед стали официально именовать Ханстхольмом. Другие географические названия в этом районе были сохранены. До реформы 1970 года посёлок относился к приходу Ханстед, округу Хиллерслев и амту Тистед; в 1970—2006 годах — к амту Виборг.
В 2007 году в результате очередной административной реформы Ханстхольмская коммуна вошла в состав коммуны Тистед.

## Население
По данным статистики, в 2025 году население Ханстхольма составляет 2050 человек. Ниже приведена таблица численности населения по годам:
| 1916 | 1921 | 1925 | 1930 | 1935 | 1940 | 1976 | 1981 | 1986 | 1989 | 1996 | 2000 | 2004 | 2008 | 2012 |
| ---- | ---- | ---- | ---- | ---- | ---- | ---- | ---- | ---- | ---- | ---- | ---- | ---- | ---- | ---- |
| 295  | 320  | 661  | 671  | 726  | 779  | 2339 | 2490 | 2571 | 2624 | 2626 | 2426 | 2363 | 2383 | 2276 |

В 1930 году 282 жителя Ханстеда (Ханстхольма) работали в рыболовстве и сельском хозяйстве, 147 — в ремёслах и промышленности, 19 — в торговле, 156 — на транспорте, 12 — в сфере нематериального производства, 49 — в домашнем хозяйстве, 35 — без работы, 2 — не указали род занятий.

## Экономика и транспорт
Датский железнодорожный закон от 31 марта 1917 года предусматривал строительство железнодорожной линии Норс—Ханстхольм. В Норсе она должна была соединяться с линией Тистед—Фьерритслеф. Однако этот участок проекта так и не был реализован. Возможность прокладки прямой государственной железнодорожной линии до Ханстхольма путём продления линии от Фьерритслефа в обход Тистеда также рассматривалась. Во время немецкой оккупации Дании существовали планы построить узкоколейную железную дорогу Норс—Ханстхольм, чтобы перевозить материалы к крупным фортификационным сооружениям вермахта в Ханстхольме. В конечном итоге для этой цели была построена бетонная дорога.

### Гавань
В 1917 году ригсдаг принял решение построить в Ханстеде гавань. Проект возглавил инженер Йорген Фибигер, но из-за недостатка средств в 1920 году при строительстве порта возникли трудности, из-за которых весь проект в значительной степени был приостановлен. Строительство не успели завершить до начала Второй мировой войны. В 1942 году немецкие оккупационные власти полностью остановили работы.
После войны вопрос о строительстве гавани снова обсуждался в фолькетинге и получил одобрение. Работы начались в 1960 году, и в 1967 открылась рыболовная гавань, а позже — грузовая.
Лишь с 1967 года Ханстхольм располагает современным морским портом, который сегодня является крупнейшим рыболовным портом Дании по объёму выловленной и выгруженной промысловой рыбы. Основной вылавливаемой рыбой является треска. С июня 2018 года по август 2020 года порт был расширен новыми молами, причалами, а также промышленной и деловой зоной.
Рыболовство остаётся основной функцией порта, но в последние годы его стало недостаточно для развития, и гавань перешла в управление коммуны Тистед.
До осени 2008 года отсюда курсировали паромы Fjord Line в западную Норвегию (Эгерсунн, Хёугесунн, Берген), а до октября 2009 — скоростной паром-катамаран Fjord Cat в норвежский Кристиансанн.
Ранее отсюда выполнялись еженедельные летние рейсы паромов на Фарерские острова и в Исландию (паром Норрёна компании Smyril Line), но в 2010 году компания перенесла операции в расположенный севернее порт Хиртсхальс. Этот автомобильный паром связывал город с Торсхавном и Сейдисфьордюром.
В 2024 году в гавани базировались 6 сервисных судов, обслуживающих британскую ветроэлектростанцию на Доггер-банке.

### Градостроительство
Поскольку население Ханстеда в течение XX века выросло с нескольких сотен до нескольких тысяч человек, параллельно строительству порта разрабатывался генеральный план города (завершён в 1966 году), предусматривавший зонирование под центр, жильё и промышленность, а также поэтапное расширение в зависимости от потребностей населения.
Городское планирование было выполнено по образцу других растущих датских городов 1960-х годов. Большая часть торговли сосредоточена в городском торговом центре (Hanstholm Centret), построенном в 1974 году, а по большей части города проложены отдельные пешеходные и велосипедные дорожки.

## Достопримечательности
В Ханстхольме есть два музея, один из которых, Музей бункеров Ханстхольма, позволяет посетителям спуститься в бункеры времён Второй мировой войны, увидеть, как жили солдаты, проехать по полевой железной дороге на поезде для перевозки боеприпасов от складов к орудиям и получить представление о том, насколько огромными они были.
Местный герой флота, Нильс Юэль, провёл детство на ферме Нёрторп, рядом с которой сохранилось древнее укрепление. В окрестностях есть крупные курганы бронзового века и поселения железного века.
В нескольких морских милях от Ханстхольма находится место для морской рыбалки «Жёлтый риф».

### В культуре
Канонерская батарея Ханстхольма в 1971 году стала местом съёмок фильма «Банда Ольсена в Ютландии». Аналогичный норвежский фильм «Банда Ольсена берёт золото» был снят на противоположной пушечной позиции, форте Мёвик (Батарея Вара) недалеко от Кристиансанна.

## Галерея

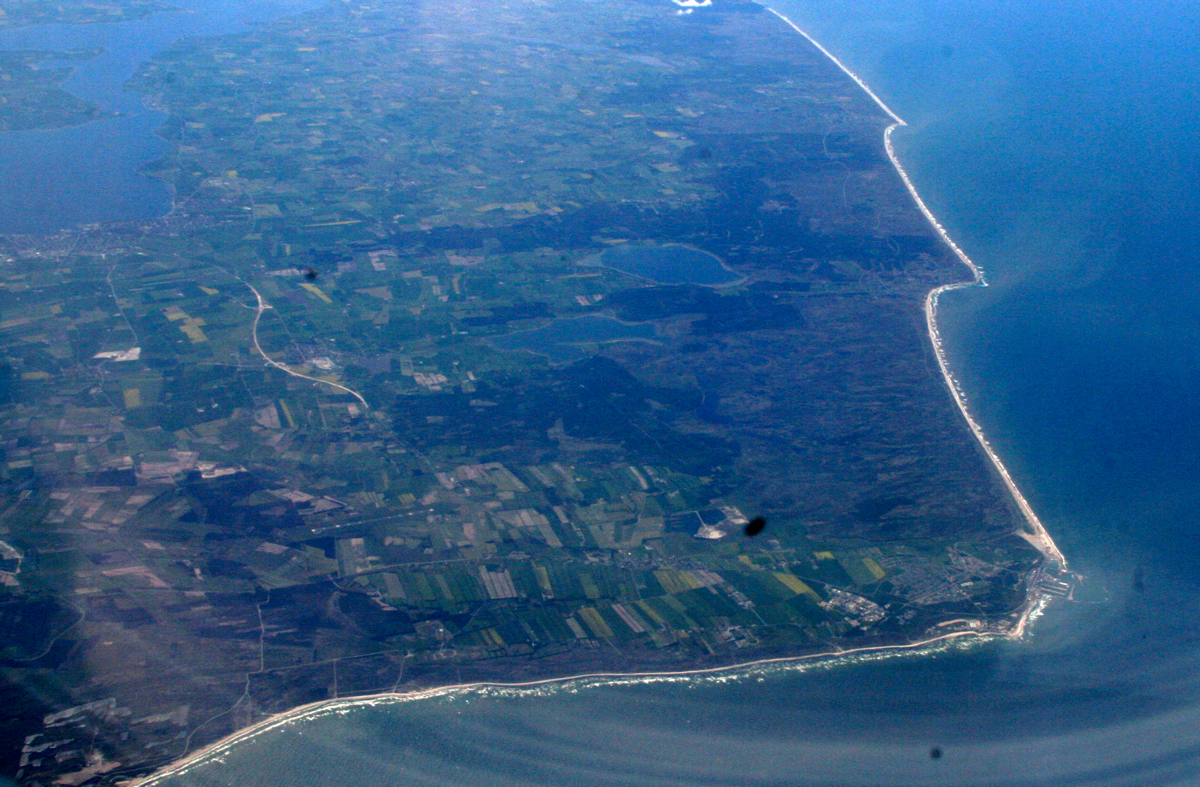
Вид на Ханстхольм с севера
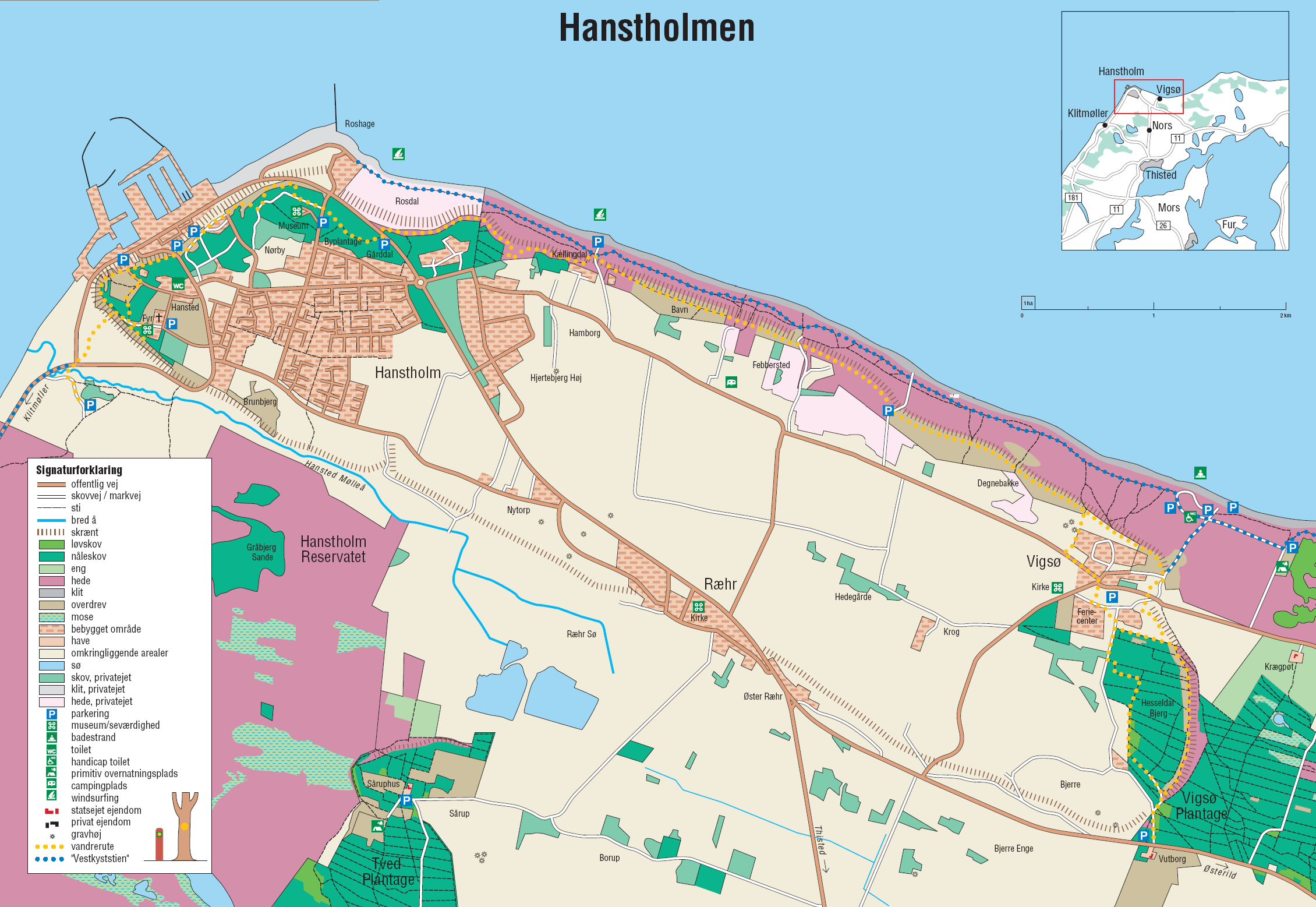
Карта Ханстхольмского узла
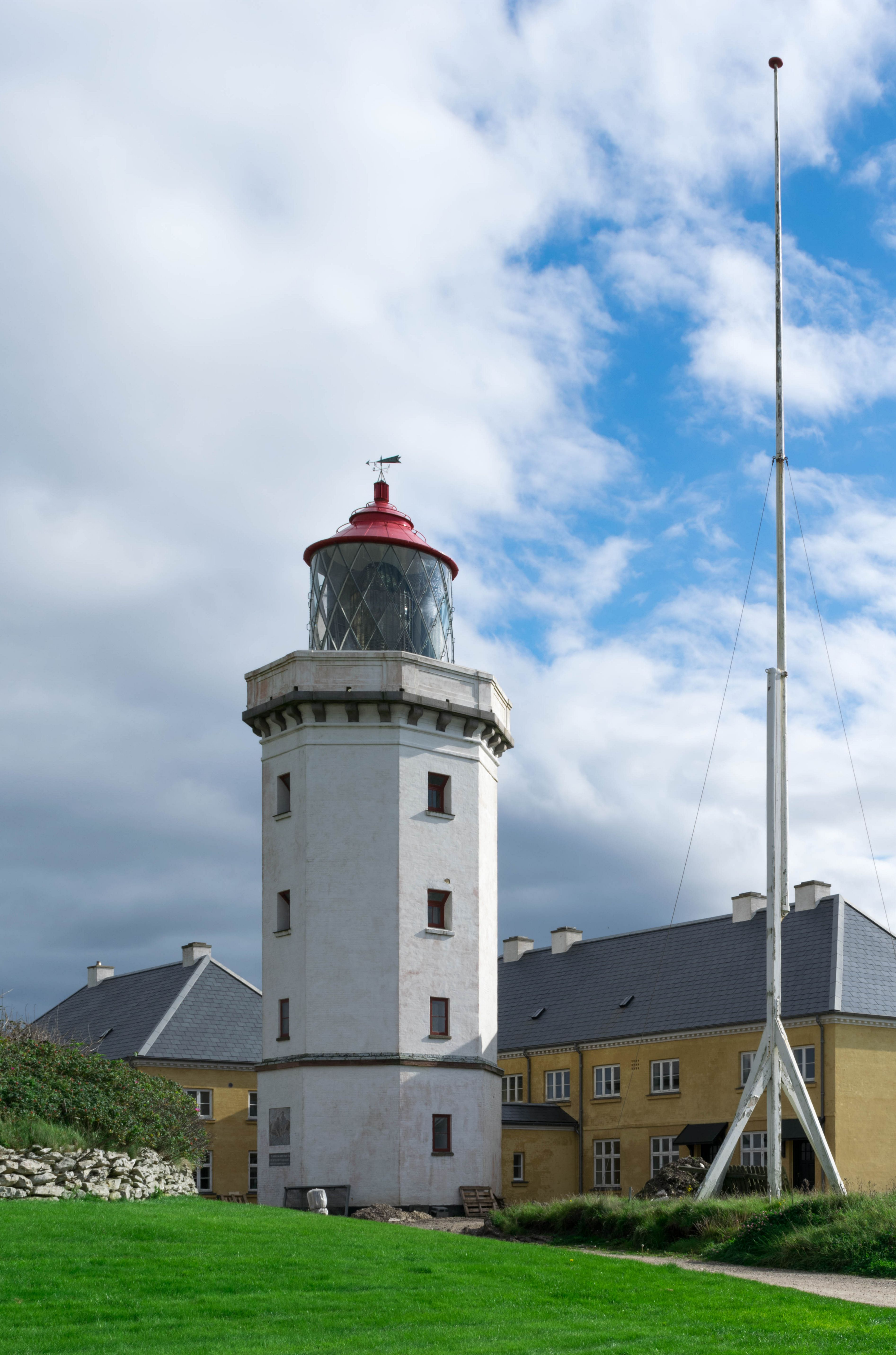
Маяк Ханстхольма
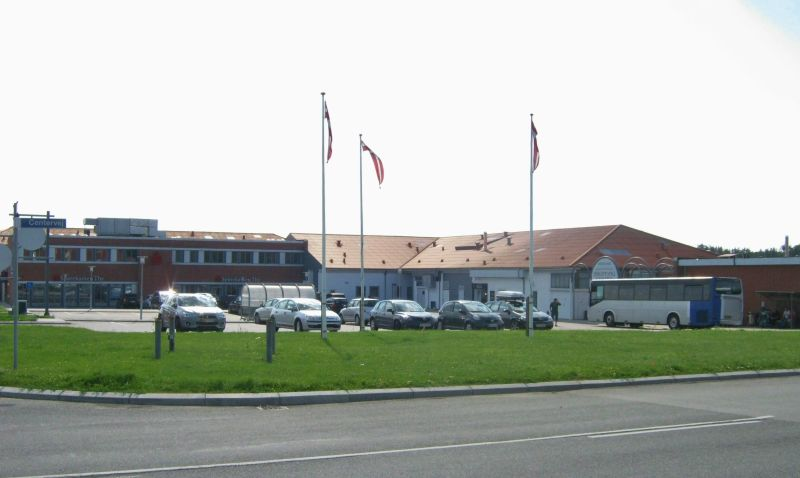
Центр Ханстхольма
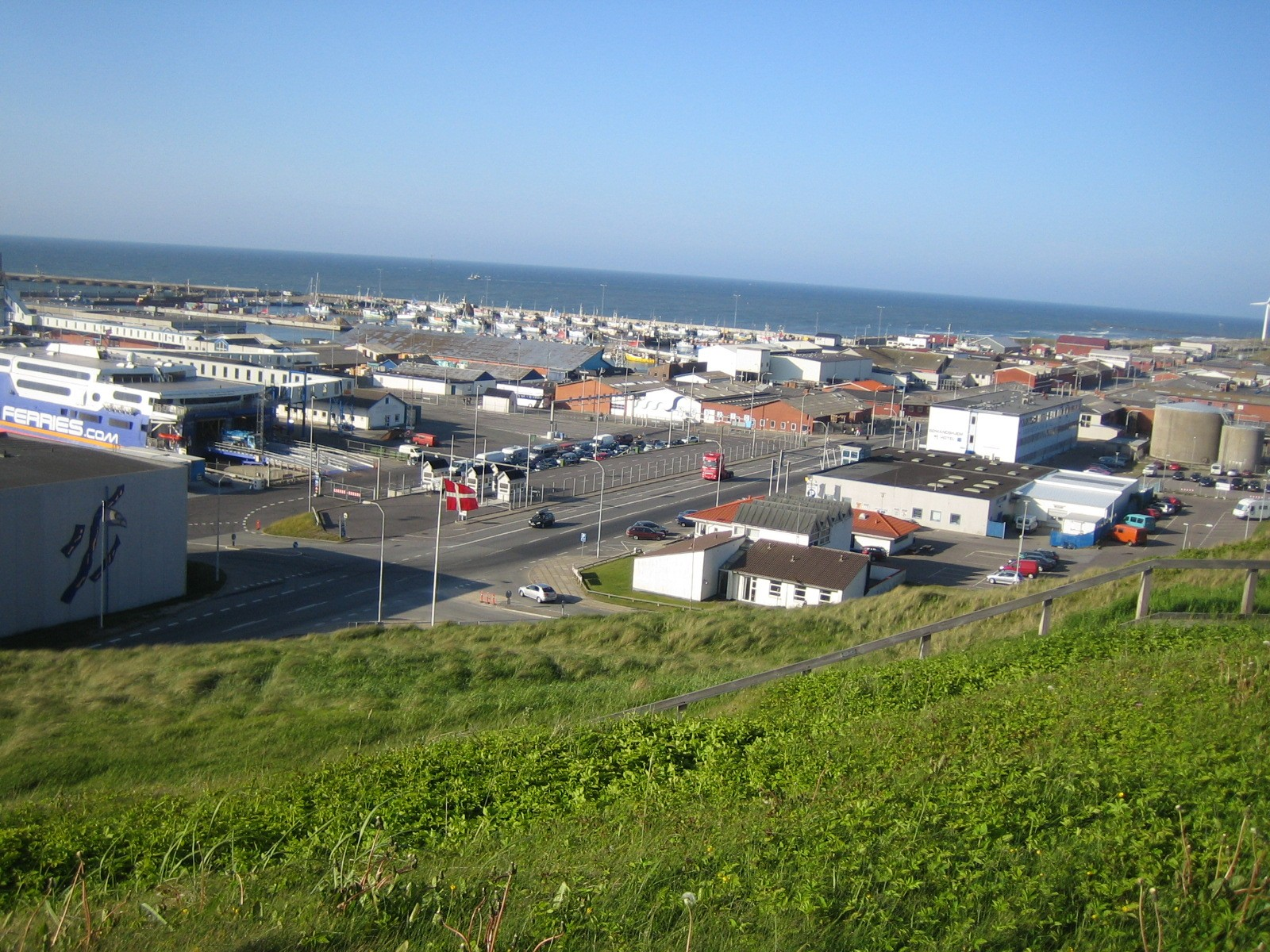
Гавань Ханстхольма
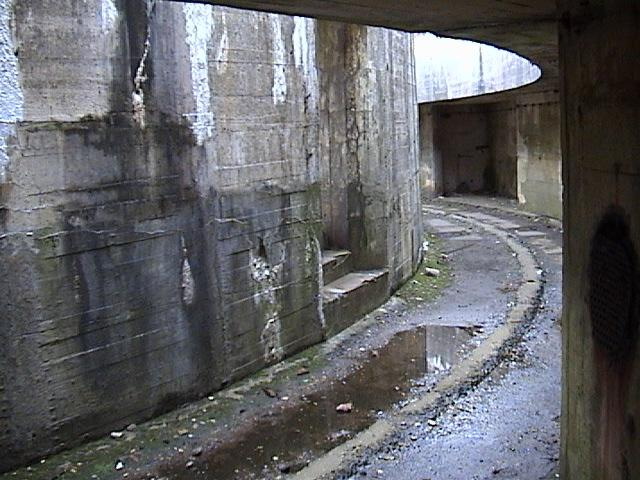
Бункер в Ханстхольме
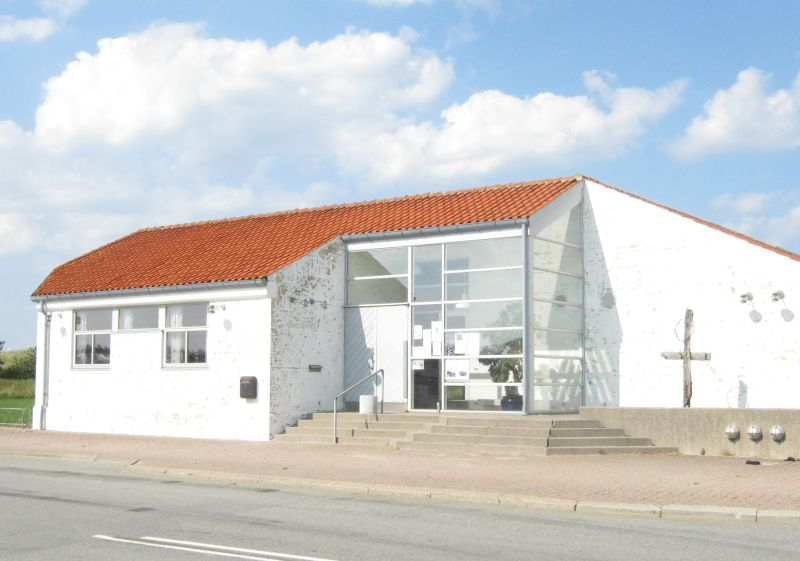
Церковь Ханстхольма
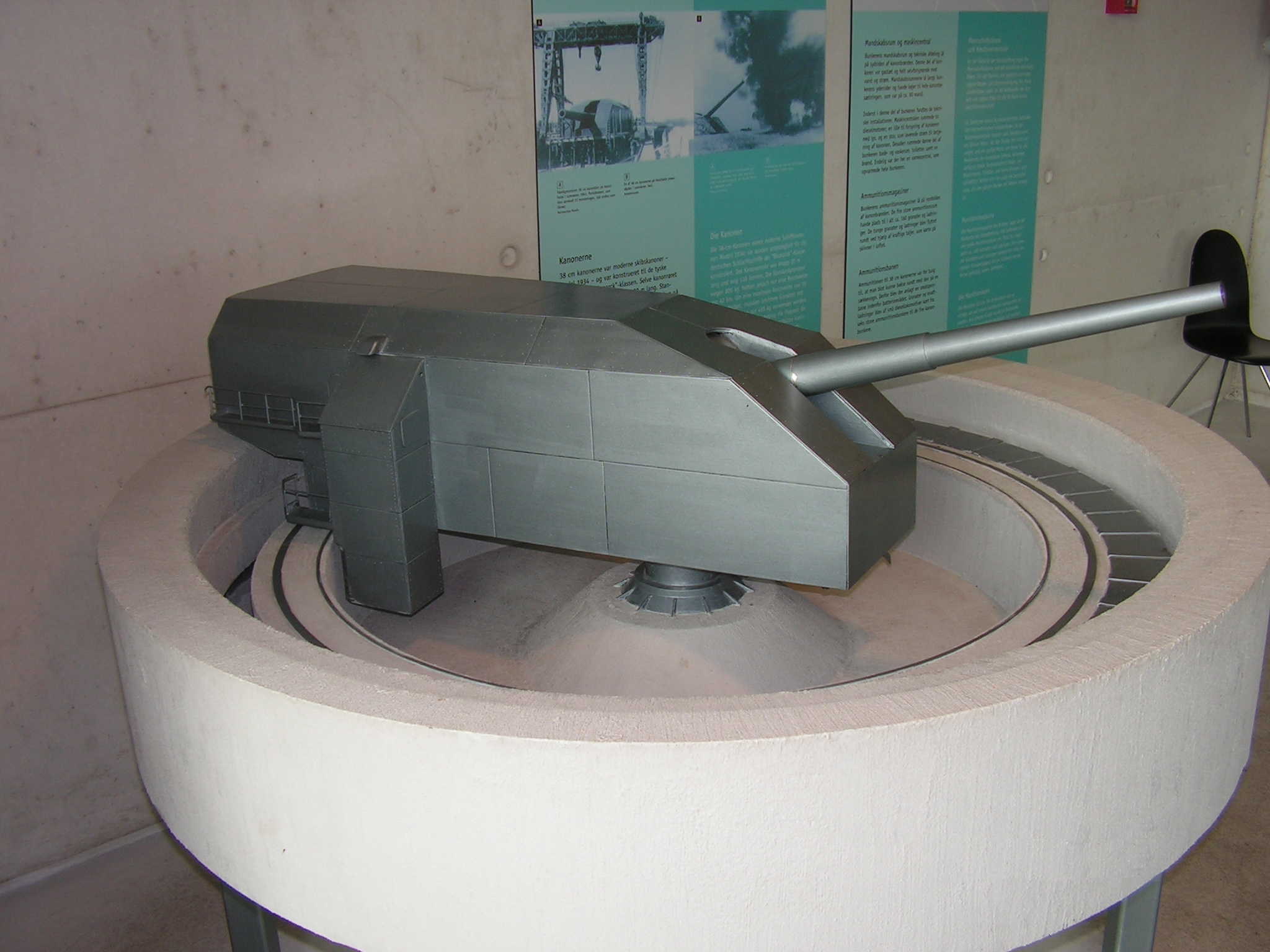
Модель батареи SK C/34 в Ханстхольме
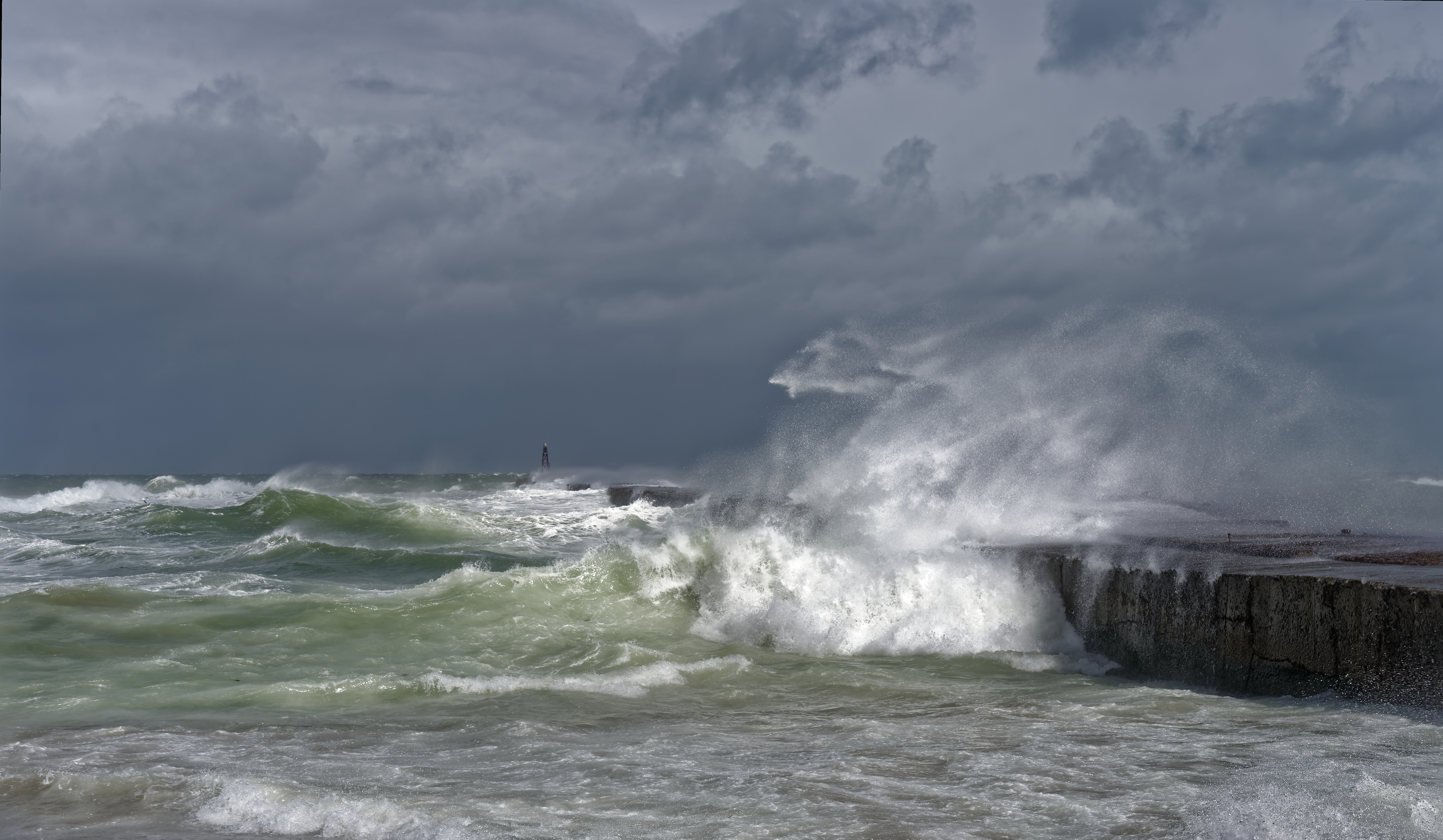
Шторм в Ханстхольме, август 2016